# Berliner Kindl
Berliner Kindl is een Duits biermerk van de Berliner-Kindl-Schultheiss-Brauerei. De brouwerij is in bezit van Radeberger, een dochteronderneming van de Oetker-Groep.

## Geschiedenis

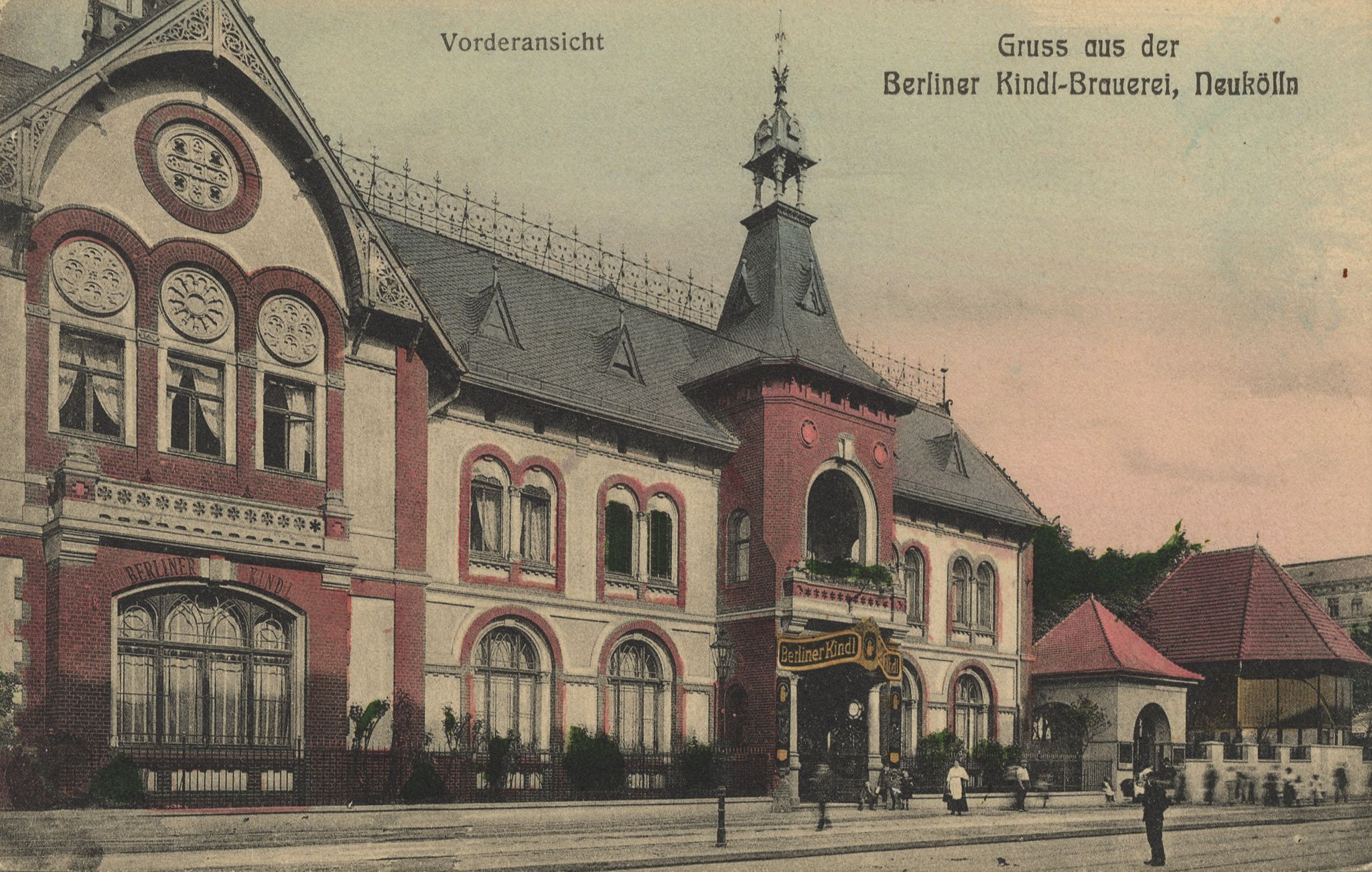
De voormalige brouwerij in Neukölln, Berlijn.

Opgericht op 1 februari 1872 door Berlijnse caféhouders, begon de Vereinsbrauerei op 17 maart 1873 met het brouwen van bier. In de jaren 1890 werd het speciaalbier Berliner Kindl geïntroduceerd, wat leidde tot een productiestijging. In 1907 werd het merkteken "Goldjunge im Krug" geïntroduceerd, wat een jongen in een kruik afbeeldt. De naam van de brouwerij werd in 1910 veranderd in Berliner Kindl Brauerei-Aktiengesellschaft en begon met het overnemen van kleinere brouwerijen.
In de jaren twintig en dertig groeide de brouwerij uit tot een van de grootste van Duitsland, met een productie van 1,1 miljoen hectoliter in 1920. Tijdens de Tweede Wereldoorlog leed de brouwerij aanzienlijke schade, maar heropende in 1947.
Sinds 2006 wordt het volledige assortiment van Berliner Kindl gebrouwen in de Berliner-Kindl-Schultheiss-Brauerei in Lichtenberg. De jaarlijkse productie bedraagt ongeveer 1,5 miljoen hectoliter, wat Berliner Kindl marktleider maakt in Berlijn en Brandenburg.

## Producten
Berliner Kindl Pils en Berliner Kindl Jubiläums Pilsener zijn de belangrijkste producten. Berliner Kindl Weisse is een weizenbier die beschikbaar in verschillende smaken. Andere bieren zijn onder andere Berliner Kindl Bock Dunkel, Berliner Kindl Bock Hell en Berliner Kindl Zwickel Naturtrüb.